# Pliniola nigristriata
Pliniola nigristriata är en fjärilsart som beskrevs av Holland 1893. Pliniola nigristriata ingår i släktet Pliniola och familjen björnspinnare. Inga underarter finns listade i Catalogue of Life.